# Faizganj
Faizganj è una città dell'India di 10.036 abitanti, situata nel distretto di Budaun, nello stato federato dell'Uttar Pradesh.